# Colobostema triste
Colobostema triste är en tvåvingeart som först beskrevs av Zetterstedt 1850.  Colobostema triste ingår i släktet Colobostema och familjen dyngmyggor. Inga underarter finns listade i Catalogue of Life.